# Kopfecho
Kopfecho ist eine deutsche Rockband aus Düsseldorf.

## Geschichte
Kopfecho wurde im Mai 2012 von Amy, Dan, Schmiddi und Chris in Düsseldorf gegründet. Es folgten Konzerte, unter anderem mit Dritte Wahl, Rantanplan und The Movement.
Im Dezember 2013 ging Kopfecho beim City Beats Contest als Gewinner hervor.
Anfang 2014 entstanden die Aufnahmen zur EP „Fernweh“ die über Wolverine Records vertrieben wurde. Im Dezember kam Kopfecho der Einladung nach, als Support von Massendefekt im ausverkauften Stahlwerk aufzutreten.
Im September 2015 trat die Band um Sängerin Amy beim DTH Fanpokal in Düsseldorf-Flingern auf. Highlight des Abends war ein Überraschungskonzert von Die Toten Hosen, bei dem die Backline von Kopfecho genutzt wurde. Bei dem Song „Pushed Again“ bat die Band Amy auf die Bühne um den Gesang zu übernehmen.
2016 trat Gitarrist Sebi Stauffert dem Quartett bei und komplettierte damit die Formation. Durch eine Crowdfunding Aktion konnte im Herbst 2016 genug Geld gesammelt werden um das für 2017 geplante Album „Sehen, Hören, Fühlen“ zu finanzieren. Die Aufnahmen wurden Anfang 2017 im „Rock or die“ Studio in Düsseldorf abgeschlossen.
Anfang 2017 trat Iván "Ivo" Tirado als weiterer Gitarrist dazu. Aus seiner damaligen Band STEEN brachte er Maik Vialon in die Band mit, so dass die Band ein Quintett bildete.
Mitte 2017 spielten Kopfecho als Support der Düsseldorfer Punkband Broilers zwei Clubshows in Kassel und Bochum, sowie die beiden Eröffnungskonzerte der „(SIC!)“ Tour in Graz und Linz.
Im Januar 2018 wurde eine Record-Release-Show zum neuen Album „Sehen, Hören, Fühlen“ im Zakk in Düsseldorf veranstaltet. Aufgrund der Ticketanfragen wurde die ausverkaufte Clubshow kurzfristig in die größere Halle verlegt. Im Anschluss an die Show nahmen Flo Wildemann und Sebi Beyer von Massendefekt Kopfecho bei ihrem Label MD Records auf um die Band zu fördern.
Es folgte ein Festivalsommer mit Auftritten beim u. a. Bochum Total, Open Flair und Olgas Rock. Weitere Supportshows mit u. a. Massendefekt und Mr. Irish Bastard folgten im Herbst. Das Jahr 2019 startete mit weiteren Supportshows für Massendefekt, während parallel am zweiten Album gearbeitet wurde. Diverse Festivalshows folgten zum Sommer hin. Zum Jahresende ging Kopfecho als Support für Engst und Killerpilze mit auf Tour.
Fast zwei Jahre nach dem Release des Albums „Sehen, Hören, Fühlen“, erschien im Januar 2020 das neue Album „Etwas bleibt“.
Gefeiert wurde diesmal mit knapp 600 Besuchern wieder in der Halle vom Zakk. Das bis dato größte eigene Konzert von Kopfecho ging fast nahtlos in die erste eigene Headliner-Tour durch Deutschland über. Die „Etwas bleibt“-Tour brachte Kopfecho nach Hannover, Frankfurt am Main, Hamburg und Berlin. Support waren 100 Kilo Herz aus Leipzig und Casino Blackout aus Füssen. Weitere Tourdaten für den Herbst wurden angekündigt. Auf Grund der COVID-19-Pandemie musste der zweite Teil der „Etwas bleibt“-Tour abgesagt werden.
2022 verließen aus privaten Gründen Dan und Ivo die Band. Ihre Posten wurden von Marco Gelissen und Henri von Wolkahof übernommen.

## Auszeichnungen
- 2013 Gewinner des City Beats Contests

## Diskografie

### Alben
- 2018: Sehen, Hören, Fühlen (MD Records)
- 2020: Etwas bleibt (MD Records)

### EP
- 2014: Fernweh (Wolverine Records)

### Singles
- 2017: Setz ein Zeichen (Kopfecho)
- 2019: Ein letztes Mal (MD Records)
- 2020: Du (MD Records)
- 2021: HDMDF (Roll-a-Coaster)
- 2021: Glanz & Moria (Roll-a-Coaster)
- 2024: Der Regen ist vorbei
- 2024: Zusammen allein
- 2024: Deine Liebe nicht